# كاربف
كاربف (بالإنجليزية: Kärpf)‏ هو أحد جبال سلسلة جبال الألب غلاروس ويقع في كانتون غلاروس في سويسرا. يحتل المرتبة رقم 269 في قائمة جبال سويسرا من حيث الارتفاع، إذ يبلغ ارتفاعه حوالي 2794 متر، بينما يبلغ ارتفاع نتوء الجبل 533 متر.